# Smolenka (Kraj Zabajkalski)
Smolenka (ros. Смоленка) – wieś (ros. село, trb. sieło) w Rosji, w Kraju Zabajkalskim, w rejonie czytyńskim. Centrum administracyjne osiedla wiejskiego Smolienskoje.

## Geografia
Miejscowość jest położona we wschodniej Rosji, w Kraju Zabajkalskim. Znajduje się w centralnej części rejonu czytyńskiego, na północ od Czyty.
Przez wieś przebiega droga federalna R297.

## Demografia
W 2021 roku wieś zamieszkiwało 10 429 osób.